# Raúl Ruidíaz
Raúl Mario Ruidíaz Misitich (Lima, 25 de julio de 1990) es un futbolista peruanocroata. Juega como delantero y su equipo actual es el Atlético Grau de la Liga 1 de Perú. Además fue internacional con la selección de futbol del Perú.
Formado en las divisiones menores del Club Universitario de Deportes, debutó en primera división en el 2009 y fue campeón nacional del torneo ese mismo año. En 2012 fue fichado por la Universidad de Chile y fue campeón del Torneo Apertura. Durante ese año fichó por el Coritiba de Brasil pero al cabo de seis meses retornó a Universitario de Deportes con el que consiguió otro campeonato nacional en el año 2013. Posteriormente fichó por Melgar donde sólo jugó 20 partidos para retornar a Universitario y obtener el título del Torneo Apertura 2016 y entró en la lista de los máximos goleadores del club, siendo el décimo con 80 dianas. Tras su buena actuación en la Copa América Centenario, fue fichado por Monarcas Morelia de México en julio de 2016 con el cual ganó tres balones de oro en la Liga MX: como mejor jugador, mejor delantero y máximo goleador.
Es actualmente el máximo goleador histórico del Seattle Sounders con un total de 86 goles en 162 partidos oficiales.
Internacional con la selección peruana desde 2011 y ha participado en la Copa Mundial de Fútbol de 2018, tres Copas América: la edición 2011 donde lograron la medalla de bronce, la edición 2016, en la cual anotó el gol que eliminó a Brasil del certamen en fase de grupos (su gol —hecho con la mano— fue histórico debido a que se lograba vencer a Brasil en Copa América luego de 41 años, y en partidos internacionales luego de 31 años), y en la edición 2019 donde lograron la medalla de plata enfrentado a Brasil en la final de la Copa América 

## Trayectoria

### Cochahuayco y Universitario de Deportes
Fue formado en las divisiones menores del Club Universitario de Deportes y otros equipos formativos, durante un breve tiempo se alejó del fútbol al recibir críticas por su forma de juego. Durante ese tiempo, terminó sus estudios en el colegio Trilce de Surco e ingresó a estudiar la carrera de Ciencias Contables en la Universidad de San Martín de Porres. Durante ese tiempo, la selección peruana conformada por jugadores de su categoría (categoría 1990), popularmente conocidos como Los Jotitas, logró clasificar a la Copa Mundial de Fútbol Sub-17 de 2007. Lamentablemente, al estar alejado de las canchas no pudo ser considerado como parte del seleccionado. Posteriormente, ante el boom desatado por el referido equipo, Ruidíaz decidió retomar su carrera futbolística.
En el año 2008 arribó al América Cochahuayco - filial de Universitario - bajo la dirección técnica de «Tito» Chumpitaz. Su primer gol lo marcó el 10 de agosto en un encuentro ante Hijos de Acosvinchos. Al año siguiente continuó en las filas del Cochahuayco al mando de Jorge Ágapo Gonzales. Tras marcar 3 tantos y tener destacadas actuaciones, Juan Reynoso lo convocó para el primer equipo. Su debut oficial en la primera división del Perú se produjo el 4 de octubre de 2009 en la victoria de Universitario por 2-1 sobre el Total Chalaco.
Su primer gol en primera división lo convirtió el 24 de octubre en la victoria de la «U» por 3-1 sobre el F. B. C. Melgar. La siguiente campaña fue bastante irregular y puede decirse agridulce para Universitario de Deportes, pero el club hizo una buena campaña en la Copa Libertadores 2010 y en el torneo doméstico, sin conseguir los resultados finales esperados. Raúl anotó siete goles en la liga, destacando su anotación a Sporting Cristal, pero las lesiones y el pobre nivel del equipo le impidieron redondear una gran campaña.
El club quedó fuera de la Copa Libertadores en octavos de final al caer en tanda de penales ante São Paulo en Brasil 3-1 después del empate sin goles. El siguiente año fue uno de los peores de Universitario pues perdieron varios puntos en mesa llegando incluso a pelear el descenso. Pese a tener un buen plantel, el club crema quedó en la antepenúltima posición del Campeonato Descentralizado 2011 con Ruidíaz anotando 3 goles en 22 partidos. Universitario llegó hasta los cuartos de final de la Copa Sudamericana 2011, en la que cayeron ante Vasco da Gama de Brasil por 5-4 en el resultado global. Ruidíaz fue el máximo anotador de la «U» en tal competición con cuatro anotaciones en seis partidos.

### Universidad de Chile y Coritiba
En enero del 2012 fue ofrecido al Dinamo Zagreb de Croacia y a la Universidad de Chile, fichando por este último. El 20 de enero de 2012 firmó un contrato por seis meses en lo que sería su primera experiencia en el extranjero. Seis días después, debutó con su nuevo club en la denominada Noche Azul frente al Nacional de Uruguay que culminó con marcador de 1-1. En el primer encuentro de la «U» de Chile por el Torneo Apertura 2012, tuvo un buen debut pues marcó un gol, generó una asistencia y un penalti. El partido terminó 3-1 a favor de los azules. En su segundo partido también anotó el gol del empate, sin embargo, el encuentro fue suspendido en el minuto 52 por el lanzamiento de bengalas al campo de juego.
En el tercer partido, entró en el segundo tiempo y anotó el gol definitivo, venciendo así la «U» de Chile por 3-1 a Palestino, en el partido pendiente a la primera fecha. En su cuarto partido entró en el segundo tiempo tras regresar de una corta lesión y nuevamente anotó a un gol para vencer a Cobreloa por 4-1. En los cuartos de final de la Copa Libertadores 2012, Ruidíaz «picó» el tercero de la tanda penales frente a Libertad de Paraguay. La "U" venció 5-3 y accedió a semifinales, donde cayeron ante Boca Juniors.
El 2 de julio, la Universidad de Chile se proclama campeón del Torneo Apertura 2012 al derrotar en la definición por penales frente al O'Higgins. Ruidíaz convirtió uno de los penales con el cual los azules vencieron 2-0. Luego de salir campeón con la Universidad de Chile, llegó al Coritiba de Brasil, debutando el 8 de septiembre de 2012 en la victoria frente al Flamengo por 3-0. Debido a su poca continuidad en el conjunto brasileño, el 21 de marzo del 2013 fue cedido en calidad de préstamo a Universitario de Deportes.

### Melgar y regreso a Universitario de Deportes
Días después de que Universitario perdiera el clásico, se confirmó su préstamo por un año. Debutó ante León de Huánuco en el Estadio Monumental, donde los cremas ganaron por 4-0. Su primer gol de la temporada se lo marcó a Melgar. Los partidos más recordados de Raúl fueron en el 5-1 ante José Gálvez, donde marcó cuatro goles y nuevamente ante Melgar donde marcó un doblete, terminó el torneo con 12 goles. Al finalizar la primera etapa, la «U» se ubicó en la liguilla B, donde hizo 8 goles. Al finalizar la liguilla el club se ubicó en la primera casilla, posición que la valió para disputar la final contra Real Garcilaso. El 8 de diciembre en Espinar, Garcilaso venció 3-2, sin embargo Ruidíaz había descontado de penal, gol que le permitió ser el máximo artillero del torneo con 21 dianas.
Una semana después en Lima, Universitario forzó un partido extra tras vencer por 3-0 al cuadro imperial, La Pulga dio una asistencia. En el partido final en el Estadio Huancayo, Universitario salió campeón por la vía de los penales (5-4), Ruidíaz convirtió su penal, el quinto de la tanda para los cremas. En 2014 la «U» arrancó mal tanto en el Torneo del Inca como en la Copa Libertadores, Ruidíaz logró anotar en el torneo internacional ante The Strongest (3-3) y algunos goles en el torneo local. En toda la campaña del Apertura y Clausura, Ruidíaz hizo 14 goles y acabó la temporada con 19 tantos. En 2015, tras desvincularse de Coritiba y Universitario, llegó al Melgar a pedido de Juan Reynoso, tras firmar un contrato que lo ligó por 6 meses al equipo arequipeño. Su fichaje causó polémica, ya que en una ocasión dijo que en el Perú solo jugaría por Universitario.
En toda su estancia en el club rojinegro, solo anotó 5 goles en 20 partidos. Tras no sentirse tan cómodo, Raúl decidió volver al cuadro estudiantil. Tras el triunfo 0-1 de Universitario ante Sport Loreto, el 10 de agosto se confirmó que Raúl volvería al equipo de sus amores. Fue presentado el 11 de agosto junto a Rodrigo Cuba, fue inscrito en la Copa Sudamericana y justamente debutó en este torneo con un gol ante Deportivo Anzoátegui en Venezuela. En el torneo casero hizo su debut en la primera fecha del Clausura con un gol ante Unión Comercio, sin embargo la «U» perdió 2-3, resultado que echó al técnico Luis Fernando Suárez. La racha de Ruidíaz fue impresionante, desde su partido ante el cuadro selvático hizo 12 goles en 15 partidos, lo que le valió ser convocado a la selección. Su último gol de ese año fue ante Sport Huancayo, de tiro libre.
En 2016 se quedó en el cuadro estudiantil tras rechazar una oferta del Buriram United de Tailandia. Debutó el 11 de febrero de 2016 en la segunda fecha del Torneo Apertura marcando un gol en el empate 2-2 contra Juan Aurich. El 8 de mayo marcó un hack-trick frente a UTC en el que curiosamente fue su último partido con la mica crema. A lo largo de este torneo se hizo goleador con 10 dianas con tan solo 9 partidos jugados (por viajes con la selección peruana y lesiones) gracias también al cuarteto en ofensiva formado con Flores, Polo y Guastavino. Eso le valió para ser convocado a la selección peruana para las eliminatorias a Rusia 2018 y a la Copa América Centenario.

### Monarcas Morelia
El 29 de junio de 2016 se confirmó su traspaso al Monarcas Morelia. Su debut oficial con la camiseta del cuadro mexicano se produjo el 16 de julio en la derrota de su club por 2-0 ante el Club Tijuana. El 24 de julio de 2016 anotó su primer gol con la camiseta de Monarcas frente a Querétaro en el empate a dos, y en la siguiente fecha marcó un triplete a Santos Laguna en la victoria por 2-4. El 19 de noviembre de 2016 consiguió el título de goleador del Torneo Apertura con 11 anotaciones, compartido en la primera posición con el colombiano Dayro Moreno del Club Tijuana.
El 29 de abril de 2017 marcó un hat-trick en la goleada 4-0 sobre los Pumas de la UNAM donde salió como la figura del encuentro. En la última fecha del Torneo Clausura 2017, anotó un gol al minuto 91 de visita contra Monterrey. Ese gol salvó a Morelia del descenso, los clasificó a cuartos de final de dicho torneo, y ganó el campeonato de goleo individual de México. El 11 de mayo durante el partido de los cuartos de final del Torneo Clausura 2017 ante Tijuana se lesionó la rodilla y se perdió los amistosos con la selección peruana; volviendo a jugar el 24 de junio en un partido amistoso ante los Potros de la UNAEM. El 15 de julio en la gala que se celebró en Los Ángeles recibió tres balones de oro de la Liga MX: como mejor jugador, mejor delantero y máximo goleador.

### Seattle Sounders
En junio de 2018 fue transferido al Seattle Sounders de los Estados Unidos como jugador franquicia. El 25 de julio del mismo año, día también de su cumpleaños, anotó su primer gol con la camiseta del Seattle Sounders en su primer partido como titular frente al San Jose Earthquakes, dándole así la victoria a su equipo por la mínima diferencia. El 15 de septiembre del mismo año, consiguió con el Seattle Sounders la Copa Cascadia al vencer al Vancouver Whitecaps por 2-1 en condición de visitante, los dos goles fueron del peruano consiguiendo también marcar su primer doblete con el Seattle Sounders en la MLS.
En noviembre del mismo año, Seattle Sounders disputó los Playoffs por la Conferencia Oeste contra Portland Timbers. El equipo cayó de visita por 2-1 en el partido de ida, con gol del peruano a los 10 minutos; mientras que en el partido de vuelta, el conjunto de Seattle se impuso de local por 3-2 con doblete de Ruidíaz, marcando el segundo tanto (2-1) a los 93 minutos, forzando la prórroga del partido. Finalmente la escuadra local cayó 2-4 por definición de penales en donde Ruidíaz marcó desde los doce pasos. Ruidíaz recibió la Bota de Oro del Seattle Sounders a pesar de sólo haber formado parte del equipo durante cuatro meses. El peruano encabezó el conjunto de Seattle con 10 goles en sólo 14 partidos regulares de la temporada; así mismo, fue nominado como el Mejor Latino del Año en la MLS.
El 23 de agosto de 2019, con el conjunto de Seattle consiguió su segunda Copa Cascadia al vencer al Portland Timbers por 2-1 en condición de visitante, Ruidíaz marcó el segundo gol a los dos minutos del segundo tiempo. El 29 de octubre del mismo año, marcó un doblete en la Final del Oeste ante Los Angeles coronándose con su equipo campeón de dicha conferencia y el 10 de noviembre, se consagró junto al Sounders campeón de la Copa MLS después de derrotar a Toronto F. C. por 3-1; la final se disputó en el CenturyLink Field en donde Ruidíaz marcó el tercer tanto a los 89 minutos y participó en el primero con una asistencia. Ruidíaz cerró la temporada recibiendo por segundo año consecutivo, su segunda Bota de Oro del Seattle Sounders; además, fue galardonado con el premio al Mejor Atleta Masculino de la ciudad de Seattle en la octogésima quinta ceremonia "Sports Stars" celebrada el 6 de febrero de 2020.
El 20 de noviembre de 2020, fue incluido en el XI ideal de la temporada regular de la MLS con 12 goles anotados ya habiendo clasificado a su equipo a los Playoffs. El 7 de diciembre del mismo año, el Sounders se coronó campeón de la Conferencia Oeste con una remontada de 3-2 sobre el Minnesota United en donde el delantero marcó el segundo gol, el gol del empate a los 89 minutos; sin embargo, el conjunto de Seattle cayó frente al Columbus Crew el 12 de diciembre por un contundente marcador de 3-0 quedándose con el subcampeonato de la MLS. Ruidíaz cerró la temporada recibiendo por tercer año consecutivo, su tercera Bota de Oro del Seattle Sounders.
En marzo de 2021, Raúl Ruidíaz fue elegido como el mejor futbolista de la MLS por El País de Uruguay. El 23 de junio del mismo año, anotó su gol número 50 vistiendo la camiseta del Sounders tras un disparo a lo «Panenka» desde el punto de penal para decretar el 2-1 frente a Real Salt Lake. El 4 de agosto, Ruidíaz fue incluido dentro de los 28 jugadores seleccionados para disputar el Juego de las Estrellas de la MLS y el 8 de noviembre, el delantero consiguió su tercera Copa Cascadia de manera consecutiva luego del empate por 1-1 entre el Seattle Sounders y el Vancouver Whitecaps. El combinado logró clasificar a los Playoffs; sin embargo, cayó en la primera ronda frente al Real Salt Lake por un marcador de 5-6 en tanda de penales después de un 0-0 dentro del tiempo reglamentario. Ruidíaz cerró el año siendo incluido en el XI ideal de la temporada regular de la MLS con 17 goles anotados y recibiendo por cuarto año consecutivo, su cuarta Bota de Oro del Seattle Sounders.
El 4 de mayo de 2022, Ruidíaz en conjunto con el Seattle Sounders, se coronó campeón de la Liga de Campeones de la Concacaf, habiendo marcado 3 tantos en 6 partidos, destacando especialmente en la final de vuelta frente a Pumas de la UNAM de la Liga MX, en donde el combinado de Seattle se impuso por un contundente 3-0, con los 2 primeros goles del delantero, en un Lumen Field copado por más de 60 mil aficionados, en donde además, fue elegido como el Jugador del Partido e incluido en el XI ideal de la Liga de Campeones de la Concacaf 2022.
El 23 de marzo de 2024, se convirtió en el Máximo Goleador del Club al marcar su gol número 80 frente al San Jose Earthquakes.

### Atlético Grau
Desde febrero de 2025, surgieron rumores sobre su posible regreso a la Liga Peruana. Inicialmente, llegó a un acuerdo con Ayacucho FC, pero cambios de última hora en las condiciones contractuales impidieron que firmara el contrato. Ante esta situación, Atlético Grau entró en negociaciones y, el 3 de abril de 2025, anunció oficialmente su incorporación al equipo.

## Selección nacional

### Copa América 2011 y 2016
Ha sido internacional con la selección de fútbol del Perú en 54 ocasiones y ha marcado 4 goles. Su debut se produjo el 1 de junio de 2011 en un encuentro amistoso ante la selección de Japón que finalizó con marcador de 0-0. Fue convocado por el técnico Sergio Markarián para participar en la Copa América 2011. En el torneo Perú integró el grupo C junto con Uruguay, Chile y México. No fue tomado en cuenta para los dos primeros encuentros de la fase de grupos, pero para el tercer partido inició como titular en la derrota por 1-0 ante Chile. Finalmente el conjunto peruano derrotó a Venezuela por 4-1 y ocupó el tercer lugar.
El 20 de mayo de 2016 el entrenador Ricardo Gareca lo incluyó en la nómina de 23 jugadores convocados para disputar la Copa América Centenario. En el torneo, Perú integró el Grupo B junto con Haití, Brasil y Ecuador. No fue tomado en cuenta para el primer encuentro de la fase de grupos; sin embargo, cuatro días más tarde debutó saltando al campo a los 73 minutos reemplazando a Óscar Vílchez en el empate de 2-2 frente a su similar de Ecuador. Ruidíaz cerró su participación en la primera fase entrando en el minuto 64 por Edison Flores, en donde 9 minutos después, marcó el gol histórico hecho con la mano, el cual bastó para anteponerse ante Brasil con un marcador favorable de 1-0.
El seleccionado peruano sumó siete puntos lo que le permitió ocupar el primer lugar de su grupo y avanzar a la siguiente fase. En los cuartos de final, enfrentó a Colombia, partido en el que empezó de suplente y entró al minuto 77 por Edison Flores, empatando 0-0 en el tiempo reglamentario. Finalmente, fueron derrotados por 2-4 en la tanda de penales en donde el delantero marcó desde los doce pasos. Con este resultado, Perú ocupó el quinto lugar. Ruidíaz fue uno de los goleadores del equipo junto a Edison Flores, Christian Cueva y Paolo Guerrero, con un gol cada uno.

### Eliminatorias y Copa Mundial 2018
El 24 de marzo de 2016, cuando Perú caía 0-2 ante Venezuela a falta de 30 minutos para el final, el técnico Ricardo Gareca decidió jugarse el todo por el todo. En emblemática sustitución, sacó del campo a Claudio Pizarro e hizo ingresar al goleador crema. Rápidamente, tras pase de Ruidíaz, Paolo Guerrero marcó el descuento, pero el momento célebre llegó al minuto 94; un centro de Edison Flores para que la Pulga se anticipara al cierre de Wilker Ángel, empatara el marcador e hiciera estallar a los aficionados aún presentes en el Estadio Nacional. En el siguiente partido contra Uruguay, ingresó a jugar los últimos 41 minutos en la derrota de Perú en el Estadio Centenario.
El 1 de septiembre de 2016 jugó de titular ante Bolivia en el Estadio Hernando Siles, perdiendo por 2-0; sin embargo, por alinear a un paraguayo dentro del seleccionado de Bolivia, las autoridades competentes le dieron la victoria a Perú por un marcador de 0-3. En el siguiente partido contra Ecuador, jugó los últimos 17 minutos entrando por Cristian Benavente en el triunfo por 2-1. Fue llamado para la siguiente doble fecha eliminatoria esta vez contra Argentina y Chile. En el primer encuentro estuvo de suplente y entró al minuto 58 por Edison Flores en el empate por 2-2. En el segundo encuentro entró por Irven Ávila al minuto 46 en donde el conjunto peruano perdió 1-2. Para la siguiente fecha doble de noviembre se jugaron los encuentros ante Paraguay y Brasil. Contra Paraguay, jugó los últimos 3 minutos ingresando por Paolo Guerrero a los 87 minutos, en dicho partido ganaron contundentemente por 1-4 a Paraguay siendo un triunfo histórico, ya que nunca habían ganado en Asunción por eliminatorias y menos por goleada. En Lima jugó contra Brasil entrando al minuto 62 por André Carrillo, donde perdieron por 0-2.
En marzo de 2017 fue llamado para los encuentros contra Venezuela y Uruguay. Contra Venezuela ingresó en el minuto 78 por André Carrillo en el empate por 2-2 y no tuvo minutos en el partido frente a Uruguay. Fue llamado para jugar la siguiente fecha doble contra Bolivia y Ecuador. En el partido contra Bolivia en el Estadio Monumental, Ruidíaz fue titular en donde asistió a Christian Cueva para el segundo gol peruano en el partido, sumando dos asistencias en la eliminatoria. Contra Ecuador en Quito, no tuvo minutos de juego, pero se sumó al triunfo histórico, ya que Perú ganó por primera vez en Quito por eliminatorias. En dicho partido ganaron por 1-2.
Fue llamado para la última fecha doble contra Argentina y Colombia. Contra Argentina no ingresó al campo en el empate por 0-0 en la Bombonera. En Lima jugó contra Colombia ingresando por Yoshimar Yotún en el minuto 68 jugando los últimos 22 minutos, en donde empataron por 1-1 y clasificaron a la repesca intercontinental al Mundial Rusia 2018 contra Nueva Zelanda. El 11 de noviembre se jugó de visita en el Estadio Westpac, Wellington, en donde Ruidíaz fue suplente en el empate por 0-0. El 15 de noviembre de 2017, se jugó de local en el Estadio Nacional del Perú, en ese partido Ruidíaz arrancó de titular en donde Perú clasificó al Mundial tras ganar por 2-0 a Nueva Zelanda.
El 16 de mayo de 2018 el entrenador de la selección peruana, Ricardo Gareca, lo incluyó en la nómina preliminar de 24 jugadores convocados para la Copa Mundial de Fútbol de 2018. Fue confirmado en la lista definitiva de 23 jugadores el 4 de junio. En el torneo, Perú integró el grupo C junto con Francia, Australia y Dinamarca. Disputó su primer partido mundialista, el 16 de junio de 2018 en el Mordovia Arena frente a Dinamarca. Jugó dos encuentros de la primera fase; sin embargo, su selección no avanzó a la siguiente ronda tras haber culminado en el tercer lugar de su grupo con tan solo tres puntos.

### Copa América 2019 y Eliminatorias 2022
El 30 de mayo de 2019 fue convocado para la Copa América 2019 así como para los amistosos internacionales previos. Un mes después, anotó uno de los cinco penales en la definición frente a Uruguay que le dio el pase a la selección peruana a las semifinales de dicho torneo. Fue convocado en septiembre de 2019 para los amistosos frente a Ecuador y Brasil. Fue el 9 titular de la selección en ambos encuentros. De igual manera, fue convocado en noviembre del mismo año para el amistoso frente a Colombia. Arrancó el partido junto a Paolo Guerrero como delantero de la blanquirroja.
Empezando el proceso clasificatorio, Ricardo Gareca lo convocó para la primera fecha doble contra Paraguay y Brasil. En la primera fecha arrancó de titular contra Paraguay en Asunción y salió reemplazado en el minuto 74 por Christofer Gonzales, el conjunto peruano empató por 2-2. No participó en el partido contra el cuadro brasileño ya que tras hacerse la prueba viral correspondiente de COVID-19, salió positivo lo que lo dejó fuera del cotejo. Fue convocado para la siguiente fecha doble en el que la selección enfrentó a Chile y Argentina. En el primer duelo ante Chile, arrancó de titular y fue sustituido a los 15 minutos del segundo tiempo por Gianluca Lapadula, el encuentro finalizó con un marcador en contra de 2-0, no fue un partido acertado para el combinado peruano ni para el delantero.
En el siguiente partido contra Argentina jugando de local, entró por Christian Cueva en el minuto 81, el encuentro nuevamente finalizó con un marcador en contra de 0-2. Fue convocado para la siguiente fecha doble en junio de 2021 contra Colombia y Ecuador. De local ante Colombia ingresó por André Carrillo en el minuto 65, Perú perdió el duelo esta vez con un marcador de 0-3. No tuvo minutos de juego en la victoria por 1-2 frente de a Ecuador estando Perú en condición de visita. Fue considerado para la fecha triple en septiembre de 2021 contra Uruguay, Venezuela y Brasil. En los tres encuentros entró como sustituto en el tiempo complementario.

#### Participaciones en Copas del Mundo
| Copa                           | Sede  | Resultado    | Partidos | Goles |
| ------------------------------ | ----- | ------------ | -------- | ----- |
| Copa Mundial de Fútbol de 2018 | Rusia | Primera fase | 2        | 0     |

#### Participaciones en Copa América
| Copa                    | Sede           | Resultado        | Partidos | Goles |
| ----------------------- | -------------- | ---------------- | -------- | ----- |
| Copa América 2011       | Argentina      | Tercer puesto    | 1        | 0     |
| Copa América Centenario | Estados Unidos | Cuartos de final | 3        | 1     |
| Copa América 2019       | Brasil         | Subcampeón       | 2        | 0     |

## Estadísticas

### Clubes
| Club                             | Div.                | Temporada           | Liga | Liga | Copas Nacionales * | Copas Nacionales * | Copas Internacionales ** | Copas Internacionales ** | Total | Total |
| Club                             | Div.                | Temporada           | PJ   | G    | PJ                 | G                  | PJ                       | G                        | PJ    | G     |
| -------------------------------- | ------------------- | ------------------- | ---- | ---- | ------------------ | ------------------ | ------------------------ | ------------------------ | ----- | ----- |
| América Cochahuayco · Perú       | 2.ª                 | 2008                | x    | 2    | —                  | —                  | Inexistente              | Inexistente              | x     | 2     |
| América Cochahuayco · Perú       | 2.ª                 | 2009                | 11   | 3    | —                  | —                  | Inexistente              | Inexistente              | 11    | 3     |
| América Cochahuayco · Perú       | Total club          | Total club          | 11   | 5    | 0                  | 0                  | 0                        | 0                        | 11    | 5     |
| Universitario de Deportes · Perú | 1.ª                 | 2009                | 9    | 3    | —                  | —                  | —                        | —                        | 9     | 3     |
| Universitario de Deportes · Perú | 1.ª                 | 2010                | 35   | 7    | —                  | —                  | 2                        | 0                        | 37    | 7     |
| Universitario de Deportes · Perú | 1.ª                 | 2011                | 22   | 3    | —                  | —                  | 6                        | 4                        | 28    | 7     |
| Universitario de Deportes · Perú | Total club          | Total club          | 66   | 13   | 0                  | 0                  | 8                        | 4                        | 74    | 17    |
| Universidad de Chile · Chile     | 1.ª                 | 2012                | 15   | 8    | —                  | —                  | 9                        | 0                        | 24    | 8     |
| Universidad de Chile · Chile     | Total club          | Total club          | 15   | 8    | 0                  | 0                  | 9                        | 0                        | 24    | 8     |
| Coritiba · Brasil                | 1.ª                 | 2012                | 8    | 0    | —                  | —                  | —                        | —                        | 8     | 0     |
| Coritiba · Brasil                | 1.ª                 | 2013                | —    | —    | 3                  | 0                  | —                        | —                        | 3     | 0     |
| Coritiba · Brasil                | Total club          | Total club          | 8    | 0    | 3                  | 0                  | 0                        | 0                        | 11    | 0     |
| Universitario de Deportes · Perú | 1.ª                 | 2013                | 39   | 21   | —                  | —                  | —                        | —                        | 39    | 21    |
| Universitario de Deportes · Perú | 1.ª                 | 2014                | 25   | 14   | 10                 | 4                  | 6                        | 1                        | 41    | 19    |
| Universitario de Deportes · Perú | Total club          | Total club          | 64   | 35   | 10                 | 4                  | 6                        | 1                        | 80    | 40    |
| F. B. C. Melgar · Perú           | 1.ª                 | 2015                | 14   | 2    | 6                  | 3                  | —                        | —                        | 20    | 5     |
| F. B. C. Melgar · Perú           | Total club          | Total club          | 14   | 2    | 6                  | 3                  | 0                        | 0                        | 20    | 5     |
| Universitario de Deportes · Perú | 1.ª                 | 2015                | 13   | 12   | —                  | —                  | 2                        | 1                        | 15    | 13    |
| Universitario de Deportes · Perú | 1.ª                 | 2016                | 9    | 10   | —                  | —                  | —                        | —                        | 9     | 10    |
| Universitario de Deportes · Perú | Total club          | Total club          | 22   | 22   | 0                  | 0                  | 2                        | 1                        | 24    | 23    |
| Monarcas Morelia · México        | 1.ª                 | 2016-17             | 34   | 20   | —                  | —                  | —                        | —                        | 34    | 20    |
| Monarcas Morelia · México        | 1.ª                 | 2017-18             | 38   | 20   | 1                  | 1                  | —                        | —                        | 39    | 21    |
| Monarcas Morelia · México        | Total club          | Total club          | 72   | 40   | 1                  | 1                  | 0                        | 0                        | 73    | 41    |
| Seattle Sounders Estados Unidos  | 1.ª                 | 2018                | 16   | 13   | —                  | —                  | —                        | —                        | 16    | 13    |
| Seattle Sounders Estados Unidos  | 1.ª                 | 2019                | 26   | 15   | —                  | —                  | —                        | —                        | 26    | 15    |
| Seattle Sounders Estados Unidos  | 1.ª                 | 2020                | 22   | 14   | —                  | —                  | 2                        | 0                        | 24    | 14    |
| Seattle Sounders Estados Unidos  | 1.ª                 | 2021                | 27   | 17   | —                  | —                  | 3                        | 2                        | 30    | 19    |
| Seattle Sounders Estados Unidos  | 1.ª                 | 2022                | 18   | 9    | —                  | —                  | 7                        | 3                        | 25    | 12    |
| Seattle Sounders Estados Unidos  | 1.ª                 | 2023                | 21   | 5    | —                  | —                  | 2                        | 0                        | 23    | 5     |
| Seattle Sounders Estados Unidos  | 1.ª                 | 2024                | 23   | 8    | —                  | —                  | —                        | —                        | 23    | 8     |
| Seattle Sounders Estados Unidos  | Total club          | Total club          | 153  | 81   | 0                  | 0                  | 14                       | 5                        | 167   | 86    |
| Atlético Grau · Perú             | 1.ª                 | 2025                | 6    | 4    | —                  | —                  | 0                        | 0                        | 6     | 4     |
| Atlético Grau · Perú             | Total club          | Total club          | 6    | 4    | 0                  | 0                  | 0                        | 0                        | 6     | 4     |
| Total en su carrera              | Total en su carrera | Total en su carrera | 431  | 210  | 20                 | 8                  | 39                       | 11                       | 490   | 229   |

- (x) No se sabe con exactitud cuantos partidos disputó en la segunda división peruana 2008.
- (*) Campeonato Paranaense y Torneo del Inca.
- (**) Copa Libertadores de América, Copa Sudamericana, Leagues Cup, Liga de Campeones de la Concacaf y Copa Mundial de Clubes de la FIFA.

### Selección nacional
| \| Fecha \| Ciudad \| Local \| Resultado \| Visitante \| Competencia \| Goles \| \| ---------- \| ---------------- \| -------------- \| --------- \| --------------- \| ------------------------------ \| ----- \| \| 01-06-2011 \| Niigata \| Japón \| 0-0 \| Perú \| Copa Kirin 2011 \| 0 \| \| 04-06-2011 \| Nagano \| Perú \| 0-0 \| República Checa \| Copa Kirin 2011 \| 0 \| \| 12-07-2011 \| Mendoza \| Chile \| 1-0 \| Perú \| Copa América 2011 \| 0 \| \| 03-06-2012 \| Lima \| Perú \| 0-1 \| Colombia \| Clasificación Mundial 2014 \| 0 \| \| 16-10-2012 \| Asunción \| Paraguay \| 1-0 \| Perú \| Clasificación Mundial 2014 \| 0 \| \| 14-11-2012 \| Houston \| Honduras \| 0-0 \| Perú \| Amistoso \| 0 \| \| 17-04-2013 \| San Francisco \| Perú \| 0-0 \| México \| Amistoso \| 0 \| \| 30-05-2014 \| Londres \| Inglaterra \| 3-0 \| Perú \| Amistoso \| 0 \| \| 03-06-2014 \| Lucerna \| Suiza \| 2-0 \| Perú \| Amistoso \| 0 \| \| 31-03-2015 \| Fort Lauderdale \| Perú \| 0-1 \| Venezuela \| Amistoso \| 0 \| \| 24-03-2016 \| Lima \| Perú \| 2:2 \| Venezuela \| Clasificación Mundial 2018 \| 1 \| \| 29-03-2016 \| Montevideo \| Uruguay \| 1:0 \| Perú \| Clasificación Mundial 2018 \| 0 \| \| 28-05-2016 \| Washington D. C. \| Perú \| 3:1 \| El Salvador \| Amistoso \| 1 \| \| 08-06-2016 \| Glendale \| Ecuador \| 2:2 \| Perú \| Copa América Centenario \| 0 \| \| 12-06-2016 \| Foxborough \| Brasil \| 0:1 \| Perú \| Copa América Centenario \| 1 \| \| 17-06-2016 \| East Rutherford \| Perú \| 0:0 / 2:4 \| Colombia \| Copa América Centenario \| 0 \| \| 01-09-2016 \| La Paz \| Bolivia \| 0:3[75] \| Perú \| Clasificación Mundial 2018 \| 0 \| \| 06-09-2016 \| Lima \| Perú \| 2:1 \| Ecuador \| Clasificación Mundial 2018 \| 0 \| \| 06-10-2016 \| Lima \| Perú \| 2:2 \| Argentina \| Clasificación Mundial 2018 \| 0 \| \| 11-10-2016 \| Santiago \| Chile \| 2:1 \| Perú \| Clasificación Mundial 2018 \| 0 \| \| 10-11-2016 \| Asunción \| Paraguay \| 1:4 \| Perú \| Clasificación Mundial 2018 \| 0 \| \| 15-11-2016 \| Lima \| Perú \| 0:2 \| Brasil \| Clasificación Mundial 2018 \| 0 \| \| 23-03-2017 \| Maturín \| Venezuela \| 2:2 \| Perú \| Clasificación Mundial 2018 \| 0 \| \| 31-08-2017 \| Lima \| Perú \| 2:1 \| Bolivia \| Clasificación Mundial 2018 \| 0 \| \| 10-10-2017 \| Lima \| Perú \| 1:1 \| Colombia \| Clasificación Mundial 2018 \| 0 \| \| 15-11-2017 \| Lima \| Perú \| 2:0 \| Nueva Zelanda \| Repesca Mundial 2018 \| 0 \| \| 23-03-2018 \| Miami \| Perú \| 2:0 \| Croacia \| Amistoso \| 0 \| \| 27-03-2018 \| Harrison \| Perú \| 3:1 \| Islandia \| Amistoso \| 1 \| \| 29-05-2018 \| Lima \| Perú \| 2:0 \| Escocia \| Amistoso \| 0 \| \| 16-06-2018 \| Saransk \| Perú \| 0:1 \| Dinamarca \| Copa Mundial de Fútbol de 2018 \| 0 \| \| 21-06-2018 \| Ekaterimburgo \| Francia \| 1:0 \| Perú \| Copa Mundial de Fútbol de 2018 \| 0 \| \| 09-09-2018 \| Sinsheim \| Alemania \| 2:1 \| Perú \| Amistoso \| 0 \| \| 12-10-2018 \| Miami Gardens \| Perú \| 3:0 \| Chile \| Amistoso \| 0 \| \| 16-10-2018 \| East Hartford \| Estados Unidos \| 1:1 \| Perú \| Amistoso \| 0 \| \| 15-11-2018 \| Lima \| Perú \| 0:2 \| Ecuador \| Amistoso \| 0 \| \| 20-11-2018 \| Arequipa \| Perú \| 2:3 \| Costa Rica \| Amistoso \| 0 \| \| 05-06-2019 \| Lima \| Perú \| 1:0 \| Costa Rica \| Amistoso \| 0 \| \| 09-06-2019 \| Lima \| Perú \| 0:3 \| Colombia \| Amistoso \| 0 \| \| 29-06-2019 \| Salvador \| Uruguay \| 0:0 / 4:5 \| Perú \| Copa América 2019 \| 0 \| \| 06-07-2019 \| Río de Janeiro \| Brasil \| 3:1 \| Perú \| Copa América 2019 \| 0 \| \| 05-09-2019 \| Nueva Jersey \| Perú \| 0:1 \| Ecuador \| Amistoso \| 0 \| \| 10-09-2019 \| Los Ángeles \| Brasil \| 0:1 \| Perú \| Amistoso \| 0 \| \| 15-11-2019 \| Miami Gardens \| Colombia \| 1:0 \| Perú \| Amistoso \| 0 \| \| 08-10-2020 \| Asunción \| Paraguay \| 2:2 \| Perú \| Clasificación Mundial 2022 \| 0 \| \| 13-11-2020 \| Santiago \| Chile \| 2:0 \| Perú \| Clasificación Mundial 2022 \| 0 \| \| 17-11-2020 \| Lima \| Perú \| 0:2 \| Argentina \| Clasificación Mundial 2022 \| 0 \| \| 03-06-2021 \| Lima \| Perú \| 0:3 \| Colombia \| Clasificación Mundial 2022 \| 0 \| \| 02-09-2021 \| Lima \| Perú \| 1:1 \| Uruguay \| Clasificación Mundial 2022 \| 0 \| \| 05-09-2021 \| Lima \| Perú \| 1:0 \| Venezuela \| Clasificación Mundial 2022 \| 0 \| \| 09-09-2021 \| Recife \| Brasil \| 2:0 \| Perú \| Clasificación Mundial 2022 \| 0 \| \| 24-09-2022 \| Pasadena \| México \| 1:0 \| Perú \| Amistoso \| 0 \| \| 27-09-2022 \| Washington D. C. \| El Salvador \| 1:4 \| Perú \| Amistoso \| 0 \| \| 25-03-2023 \| Maguncia \| Alemania \| 2:0 \| Perú \| Amistoso \| 0 \| \| 12-09-2023 \| Lima \| Perú \| 0:1 \| Brasil \| Clasificación Mundial 2026 \| 0 \| \| Total \| \| Presencias \| 54 \| \| Goles \| 4 \| |                  |                |           |                 |                                |       |
| Fecha | Ciudad           | Local          | Resultado | Visitante       | Competencia                    | Goles |
| 01-06-2011 | Niigata          | Japón          | 0-0       | Perú            | Copa Kirin 2011                | 0     |
| 04-06-2011 | Nagano           | Perú           | 0-0       | República Checa | Copa Kirin 2011                | 0     |
| 12-07-2011 | Mendoza          | Chile          | 1-0       | Perú            | Copa América 2011              | 0     |
| 03-06-2012 | Lima             | Perú           | 0-1       | Colombia        | Clasificación Mundial 2014     | 0     |
| 16-10-2012 | Asunción         | Paraguay       | 1-0       | Perú            | Clasificación Mundial 2014     | 0     |
| 14-11-2012 | Houston          | Honduras       | 0-0       | Perú            | Amistoso                       | 0     |
| 17-04-2013 | San Francisco    | Perú           | 0-0       | México          | Amistoso                       | 0     |
| 30-05-2014 | Londres          | Inglaterra     | 3-0       | Perú            | Amistoso                       | 0     |
| 03-06-2014 | Lucerna          | Suiza          | 2-0       | Perú            | Amistoso                       | 0     |
| 31-03-2015 | Fort Lauderdale  | Perú           | 0-1       | Venezuela       | Amistoso                       | 0     |
| 24-03-2016 | Lima             | Perú           | 2:2       | Venezuela       | Clasificación Mundial 2018     | 1     |
| 29-03-2016 | Montevideo       | Uruguay        | 1:0       | Perú            | Clasificación Mundial 2018     | 0     |
| 28-05-2016 | Washington D. C. | Perú           | 3:1       | El Salvador     | Amistoso                       | 1     |
| 08-06-2016 | Glendale         | Ecuador        | 2:2       | Perú            | Copa América Centenario        | 0     |
| 12-06-2016 | Foxborough       | Brasil         | 0:1       | Perú            | Copa América Centenario        | 1     |
| 17-06-2016 | East Rutherford  | Perú           | 0:0 / 2:4 | Colombia        | Copa América Centenario        | 0     |
| 01-09-2016 | La Paz           | Bolivia        | 0:3       | Perú            | Clasificación Mundial 2018     | 0     |
| 06-09-2016 | Lima             | Perú           | 2:1       | Ecuador         | Clasificación Mundial 2018     | 0     |
| 06-10-2016 | Lima             | Perú           | 2:2       | Argentina       | Clasificación Mundial 2018     | 0     |
| 11-10-2016 | Santiago         | Chile          | 2:1       | Perú            | Clasificación Mundial 2018     | 0     |
| 10-11-2016 | Asunción         | Paraguay       | 1:4       | Perú            | Clasificación Mundial 2018     | 0     |
| 15-11-2016 | Lima             | Perú           | 0:2       | Brasil          | Clasificación Mundial 2018     | 0     |
| 23-03-2017 | Maturín          | Venezuela      | 2:2       | Perú            | Clasificación Mundial 2018     | 0     |
| 31-08-2017 | Lima             | Perú           | 2:1       | Bolivia         | Clasificación Mundial 2018     | 0     |
| 10-10-2017 | Lima             | Perú           | 1:1       | Colombia        | Clasificación Mundial 2018     | 0     |
| 15-11-2017 | Lima             | Perú           | 2:0       | Nueva Zelanda   | Repesca Mundial 2018           | 0     |
| 23-03-2018 | Miami            | Perú           | 2:0       | Croacia         | Amistoso                       | 0     |
| 27-03-2018 | Harrison         | Perú           | 3:1       | Islandia        | Amistoso                       | 1     |
| 29-05-2018 | Lima             | Perú           | 2:0       | Escocia         | Amistoso                       | 0     |
| 16-06-2018 | Saransk          | Perú           | 0:1       | Dinamarca       | Copa Mundial de Fútbol de 2018 | 0     |
| 21-06-2018 | Ekaterimburgo    | Francia        | 1:0       | Perú            | Copa Mundial de Fútbol de 2018 | 0     |
| 09-09-2018 | Sinsheim         | Alemania       | 2:1       | Perú            | Amistoso                       | 0     |
| 12-10-2018 | Miami Gardens    | Perú           | 3:0       | Chile           | Amistoso                       | 0     |
| 16-10-2018 | East Hartford    | Estados Unidos | 1:1       | Perú            | Amistoso                       | 0     |
| 15-11-2018 | Lima             | Perú           | 0:2       | Ecuador         | Amistoso                       | 0     |
| 20-11-2018 | Arequipa         | Perú           | 2:3       | Costa Rica      | Amistoso                       | 0     |
| 05-06-2019 | Lima             | Perú           | 1:0       | Costa Rica      | Amistoso                       | 0     |
| 09-06-2019 | Lima             | Perú           | 0:3       | Colombia        | Amistoso                       | 0     |
| 29-06-2019 | Salvador         | Uruguay        | 0:0 / 4:5 | Perú            | Copa América 2019              | 0     |
| 06-07-2019 | Río de Janeiro   | Brasil         | 3:1       | Perú            | Copa América 2019              | 0     |
| 05-09-2019 | Nueva Jersey     | Perú           | 0:1       | Ecuador         | Amistoso                       | 0     |
| 10-09-2019 | Los Ángeles      | Brasil         | 0:1       | Perú            | Amistoso                       | 0     |
| 15-11-2019 | Miami Gardens    | Colombia       | 1:0       | Perú            | Amistoso                       | 0     |
| 08-10-2020 | Asunción         | Paraguay       | 2:2       | Perú            | Clasificación Mundial 2022     | 0     |
| 13-11-2020 | Santiago         | Chile          | 2:0       | Perú            | Clasificación Mundial 2022     | 0     |
| 17-11-2020 | Lima             | Perú           | 0:2       | Argentina       | Clasificación Mundial 2022     | 0     |
| 03-06-2021 | Lima             | Perú           | 0:3       | Colombia        | Clasificación Mundial 2022     | 0     |
| 02-09-2021 | Lima             | Perú           | 1:1       | Uruguay         | Clasificación Mundial 2022     | 0     |
| 05-09-2021 | Lima             | Perú           | 1:0       | Venezuela       | Clasificación Mundial 2022     | 0     |
| 09-09-2021 | Recife           | Brasil         | 2:0       | Perú            | Clasificación Mundial 2022     | 0     |
| 24-09-2022 | Pasadena         | México         | 1:0       | Perú            | Amistoso                       | 0     |
| 27-09-2022 | Washington D. C. | El Salvador    | 1:4       | Perú            | Amistoso                       | 0     |
| 25-03-2023 | Maguncia         | Alemania       | 2:0       | Perú            | Amistoso                       | 0     |
| 12-09-2023 | Lima             | Perú           | 0:1       | Brasil          | Clasificación Mundial 2026     | 0     |
| Total |                  | Presencias     | 54        |                 | Goles                          | 4     |

### Resumen estadístico
| Competición           | Encuentros | Goles | Promedio |
| --------------------- | ---------- | ----- | -------- |
| Liga nacional         | 425        | 206   | 0,48     |
| Copas nacionales      | 20         | 8     | 0,4      |
| Copas internacionales | 39         | 11    | 0,28     |
| Selección del Perú    | 54         | 4     | 0,07     |
| Total                 | 538        | 229   | 0,43     |

## Palmarés

### Títulos nacionales
| Título                    | Club                      | País           | Año  |
| ------------------------- | ------------------------- | -------------- | ---- |
| Primera División del Perú | Universitario de Deportes | Perú           | 2009 |
| Primera División de Chile | Universidad de Chile      | Chile          | 2012 |
| Primera División del Perú | Universitario de Deportes | Perú           | 2013 |
| Torneo Apertura           | Universitario de Deportes | Perú           | 2016 |
| Conferencia Oeste (MLS)   | Seattle Sounders          | Estados Unidos | 2019 |
| Copa Major League Soccer  | Seattle Sounders          | Estados Unidos | 2019 |
| Conferencia Oeste (MLS)   | Seattle Sounders          | Estados Unidos | 2020 |

### Títulos internacionales
| Título            | Club             | País           | Año  |
| ----------------- | ---------------- | -------------- | ---- |
| Liga de Campeones | Seattle Sounders | Estados Unidos | 2022 |

### Distinciones individuales
| Distinción                                                                          | Año      |
| ----------------------------------------------------------------------------------- | -------- |
| Mejor Jugador de la fecha 2 del Torneo Apertura de Chile según El Gráfico           | 2012     |
| Goleador de la Primera División del Perú                                            | 2013     |
| Mejor Jugador del Campeonato Descentralizado                                        | 2013     |
| Equipo ideal del Campeonato Descentralizado                                         | 2013     |
| Equipo ideal del Torneo Apertura del Perú                                           | 2014     |
| Equipo ideal de las fechas 3 y 9 de la Liga MX                                      | 2016     |
| Goleador del Torneo Apertura de México                                              | 2016     |
| Equipo Ideal del Torneo Apertura de México                                          | 2016     |
| Goleador del Torneo Clausura de México                                              | 2017     |
| Equipo Ideal del Torneo Clausura de México                                          | 2017     |
| Equipo ideal de la fecha 8 de la Liga MX                                            | 2017     |
| Jugador del Año de Monarcas Morelia                                                 | 2017     |
| Balón de Oro de la Liga MX como mejor jugador                                       | 2017     |
| Balón de Oro de la Liga MX como mejor delantero                                     | 2017     |
| Balón de Oro de la Liga MX como máximo goleador                                     | 2017     |
| Equipo ideal de las fechas 5, 10 y 14 de la Liga MX                                 | 2018     |
| Jugador del Partido: Fecha 22 y 35 de la MLS                                        | 2018     |
| Equipo ideal de las fechas 29 y 35 de la MLS                                        | 2018     |
| Equipo ideal de la Temporada Regular 2018 de la MLS                                 | 2018     |
| Bota de Oro del Seattle Sounders                                                    | 2018     |
| Jugador del Partido: Fecha 19, Final de la Conferencia Oeste y Final de la Copa MLS | 2019     |
| Mejor Gol de la fecha 19 de la MLS                                                  | 2019     |
| Bota de Oro del Seattle Sounders                                                    | 2019     |
| Premio Líbero al mejor futbolista peruano en el extranjero                          | 2019     |
| Mejor Atleta Masculino de la ciudad de Seattle                                      | 2019     |
| Jugador del Partido: Fechas 6, 21 y 23 de la MLS                                    | 2020     |
| Jugador de la Semana: Fecha 6 de la MLS                                             | 2020     |
| Mejor Gol de la fecha 8 de la MLS                                                   | 2020     |
| Equipo ideal de las fechas 6, 11 y 21 de la MLS                                     | 2020     |
| Equipo ideal de la Temporada Regular 2020 de la MLS                                 | 2020     |
| Bota de Oro del Seattle Sounders                                                    | 2020     |
| Mejor Futbolista de la MLS por El País                                              | 2020     |
| Jugador del Partido: Fechas 1, 3, 6, 20, 28 y 34 de la MLS                          | 2021     |
| Jugador de la Semana: Fechas 14, 19 y 20 de la MLS                                  | 2021     |
| Jugador del Partido: cuartos de final y semifinales de la Leagues Cup               | 2021     |
| Mejor Gol de la fecha 14 de la MLS                                                  | 2021     |
| Equipo ideal de las fechas 1, 3, 4, 14, 19, 20 y 28 de la MLS                       | 2021     |
| Equipo ideal de la Temporada Regular 2021 de la MLS                                 | 2021     |
| Bota de Oro del Seattle Sounders                                                    | 2021     |
| Jugador del Partido: Final de la Liga de Campeones de la Concacaf                   | 2022     |
| Equipo ideal de la Liga de Campeones de la Concacaf                                 | 2022     |
| Jugador del Partido: Fechas 9, 12 y 30 de la MLS                                    | 2022     |
| Mejor Gol de la fecha 12 y 14 de la MLS                                             | 2022     |
| Equipo ideal de la fecha 12, 15, 26 y 30 de la MLS                                  | 2022     |
| Máximo Goleador del Seattle Sounders Football Club (86 goles)                       | Presente |
| Jugador de la Semana: Fecha 8 de la MLS                                             | 2024     |
| Mejor Gol de la fecha 8 de la MLS                                                   | 2024     |
| Equipo ideal de la fecha 8 de la MLS                                                | 2024     |